# 麻尼拉康
麻尼拉康，位于西藏自治区日喀则市白朗县东喜乡强日村，是一座藏传佛教寺院。

## 简介
麻尼拉康是位于西藏自治区日喀则市白朗县东喜乡强日村的一座藏传佛教寺院。
2012年，麻尼拉康的僧人边巴被评为西藏自治区爱国守法先进僧尼。